# Jean-Manuel Mbom
Jean-Manuel Mbom, né le 24 février 2000 à Göttingen en Allemagne, est un footballeur allemand qui évolue au poste de milieu de terrain au Viborg FF.

## Biographie

### En club
Né à Göttingen en Allemagne d'un père camerounais et d'une mère allemande, Jean-Manuel Mbom grandit à Bovenden. Il rejoint le centre de formation du Werder Brême à ses 13 ans, devenant ainsi le plus jeune étudiant jamais accepté dans le centre de formation des jeunes de Brême.
Lors de l'été 2019, Mbom est prêté pour une saison au KFC Uerdingen.
Le 20 avril 2020, Mbom prolonge son contrat avec son club formateur jusqu'en 2023. Après son prêt, il est de retour au Werder Brême lors de l'été 2020, et se voit intégré à l'équipe première par Florian Kohfeldt pour la saison 2020-2021. Il joue son premier match en Bundesliga le 26 septembre 2020, en étant titularisé face au FC Schalke 04. Son équipe s'impose sur le score de trois buts à un ce jour-là. Il inscrit son premier but pour le Werder le 23 décembre 2020 contre Hanovre 96 à l'occasion d'une rencontre de coupe d'Allemagne. Il est titulaire et participe à la victoire des siens en marquant le dernier but (0-3 score final).
Le 24 août 2023, Jean-Manuel Mbom rejoint le Danemark afin de s'engager en faveur du Viborg FF. Il signe un contrat de trois ans, soit jusqu'en juin 2026.
Mbom marque son premier but pour Viborg le 27 octobre 2024 contre SønderjyskE, en championnat. Titulaire, il ouvre le score après quatre minutes de jeu et voit son équipe l'emporter par quatre buts à deux .

### En sélection
Avec les moins de 16 ans, il inscrit un but face à la République tchèque en novembre 2015 (victoire 4-1).
Avec les moins de 17 ans, il inscrit deux buts en février 2017, contre les Pays-Bas et l'Angleterre, à l'occasion d'un tournoi amical organisé en Algarve.
Mbom fait deux apparitions avec l'équipe d'Allemagne des moins de 18 ans, toutes deux en 2018 et dont une en tant que capitaine.
Avec les moins de 20 ans, Mbom joue au total quatre matchs, tous en 2019.
Le 12 novembre 2020, Jean-Manuel Mbom joue son premier match avec l'équipe d'Allemagne espoirs face à la Slovénie. Il entre en jeu à la place de Salih Özcan lors de cette rencontre qui se solde par un match nul (1-1).

## Statistiques
| Saison                | Club                  | Championnat           | Championnat | Championnat | Coupe(s) nationale(s) | Coupe(s) nationale(s) | Compétition(s) continentale(s) | Compétition(s) continentale(s) | Compétition(s) continentale(s) | Total | Total |
| Saison                | Club                  | Division              | M.          | B.          | M.                    | B.                    | Comp.                          | M.                             | B.                             | M.    | B.    |
| 2019-2020             | KFC Uerdingen (prêt)  | 3.Liga                | 28          | 1           | 2                     | 0                     | -                              | -                              | -                              | 30    | 1     |
| Sous-total            | Sous-total            | Sous-total            | 28          | 1           | 2                     | 0                     | -                              | -                              | -                              | 30    | 1     |
| 2020-2021             | Werder Brême          | Bundesliga            | 21          | 0           | 3                     | 1                     | -                              | -                              | -                              | 24    | 1     |
| 2021-2022             | Werder Brême          | 2.Bundesliga          | 19          | 0           | 1                     | 0                     | -                              | -                              | -                              | 20    | 0     |
| 2022-2023             | Werder Brême          | Bundesliga            | 2           | 0           | -                     | -                     | -                              | -                              | -                              | 2     | 0     |
| Sous-total            | Sous-total            | Sous-total            | 42          | 0           | 4                     | 1                     | -                              | -                              | -                              | 46    | 1     |
| 2023-2024             | Viborg FF             | Superliga             | 11          | 0           | 2                     | 0                     | -                              | -                              | -                              | 13    | 0     |
| Sous-total            | Sous-total            | Sous-total            | 11          | 0           | 2                     | 0                     | -                              | -                              | -                              | 13    | 0     |
| Total sur la carrière | Total sur la carrière | Total sur la carrière | 81          | 1           | 8                     | 1                     | -                              | -                              | -                              | 89    | 2     |

## Palmarès

### En club
Werder Brême
- Championnat d'Allemagne D2
  - Vice-champion : 2022